# لياندرو تشافيس
لياندرو تشافيس (7 أكتوبر 1976 - ) هو لاعب كرة قدم برازيلي في مركز الوسط. لعب مع أنقرة غوجو ونادي سيارا ونادي فولاد خوزستان ونادي فيغورينسي وDuque de Caxias Futebol Clube ‏ وبوافيستا سبورت ‏ وEsporte Clube Tigres do Brasil ‏ وIpatinga Futebol Clube ‏.

## وصلات خارجية
- لياندرو تشافيس على موقع اتحاد تركيا (لاعب) (الإنجليزية)
- لياندرو تشافيس على موقع قاعدة بيانات كرة القدم.إي يو (الإنجليزية)
- لياندرو تشافيس على موقع Soccerway.com (الإنجليزية)